# Aethomys kaiseri
Aethomys kaiseri és una espècie de mamífer rosegador de la família dels múrids. Són rosegadors de mitjanes dimensions, amb una llargada de cap a gropa de 140 a 184 mm i amb una cua de 121 a 186 mm. Poden arribar a pesar 150 grams.
Es troba a Angola, Burundi, la República Democràtica del Congo, Kenya, Malawi, Ruanda, Tanzània, Uganda, i Zàmbia. Els seus hàbitats naturals són boscos secs tropicals o subtropicals, i boscos montans humits tropicals o subtropicals.